# Saxifraga lecomtei
Saxifraga lecomtei är en stenbräckeväxtart som beskrevs av Luizet och Soulie. Saxifraga lecomtei ingår i Bräckesläktet som ingår i familjen stenbräckeväxter. Inga underarter finns listade i Catalogue of Life.